# دعسان بن حطاب
دعسان بن حطاب بن وطبان الدويش (1839 - 1909)، من أحد فحول الشعراء البارزين في شبه الجزيرة العربية، اخوانه كميخ بن حطاب ، مطلق بن حطاب ، سلطان بن حطاب ، يكنى بأبي برجس ولديه ابن اسمه برجس بن دعسان بن حطاب ،ويلقب بشاعر الدوشان (أُسرة الدويش). كان معاصرًا لشيخ قبيلة مطير الأمير سلطان بن الحميدي الدويش ومن المقربين له     

## نشأته
ولد الشاعر دعسان بن حطاب الدويش عام 1839 في الصمان وبعد سنوات من عمره في الطفولة وأول حياته وهو يستمتع في مجالس بني قومه المدح والتقريض من الشعر النبطي الذي يلقى في حضرة شيخ القبيلة مما يقوله شعراء نجد. فأخذت هذه المشاعر الشعرية تدخل إلى مسامعه وأخذ يتحسسها ومن ثم أخذ يقلد أمثالها إلى أن بزغ وذاع صيته في عالم الشعر على مستوى قبيلته.

## من أشهر قصائده
قال دعسان بن حطاب الدويش هذه القصيدة عام 1875، وهو في حائل عند الأمير حمود العبيد الرشيد حينما راي البرق من ناحية موطنه الصمان